# PQLC3
PQLC3 (англ. PQ loop repeat containing 3) – білок, який кодується однойменним геном, розташованим у людей на 2-й хромосомі. Довжина поліпептидного ланцюга білка становить 202 амінокислот, а молекулярна маса — 22 575.
| 10         |  | 20         |  | 30         |  | 40         |  | 50         |
| ---------- |  | ---------- |  | ---------- |  | ---------- |  | ---------- |
| MEAALLGLCN |  | WSTLGVCAAL |  | KLPQISAVLA |  | ARSARGLSLP |  | SLLLELAGFL |
| VFLRYQCYYG |  | YPPLTYLEYP |  | ILIAQDVILL |  | LCIFHFNGNV |  | KQATPYIAVL |
| VSSWFILALQ |  | KWIIDLAMNL |  | CTFISAASKF |  | AQLQCLWKTR |  | DSGTVSALTW |
| SLSSYTCATR |  | IITTLMTTND |  | FTILLRFVIM |  | LALNIWVTVT |  | VLRYRKTAIK |
| AE         |  |            |  |            |  |            |  |            |

A: Аланін

C: Цистеїн

D: Аспарагінова кислота

E: Глутамінова кислота

F: Фенілаланін

G: Гліцин

H: Гістидин

I: Ізолейцин

K: Лізин

L: Лейцин

M: Метіонін

N: Аспарагін

P: Пролін

Q: Глутамін

R: Аргінін

S: Серин

T: Треонін

V: Валін

W: Триптофан

Задіяний у такому біологічному процесі, як альтернативний сплайсинг. 
Локалізований у мембрані.